# Киз-Жибек (фільм)
«Киз-Жибек» — радянський художній фільм 1969 року, знятий на кіностудії «Казахфільм».

## Сюжет
Історико-романтична драма за однойменною народною поемою. XVI—XVII століття — час міжусобних воєн і чвар. У кожної орди свій хан — і кожен прагне возвеличитися над іншим. Легенди, створені безіменними поетами казахського народу, становлять дорогоцінний спадок минулого. Легенда про Киз-Жибек, шовкову дівчину, — це перлина казахського епосу. У поетичних рядках цього сказання про трагічну любов представників двох ворогуючих племен, як у фокусі, відбилися багато сторін духовного життя казахів-кочовиків, їх думки і сподівання, прагнення розрізнених племен до об'єднання. Сюжет легенди простий. Молодий воїн Тулеген з роду Жага-байлінців, мудрий, далекоглядний, спритний, всупереч волі батька обирає собі за наречену дівчину Жибек з сусіднього племені — дочку голови роду Сирлибая. Але злі сили — такий закон епосу — протистоять прагненням молодих героїв. На шляху закоханих стають перепоною феодальні порядки. Тулеген гине від руки розбійника Бекежана, а Жибек кидається в світлі води Яїка…

## У ролях
- Меруерт Утекешева — Жибек (дублювала Роза Макагонова)
- Куман Тастанбеков — Тулеген (дублював Олексій Інжеватов)
- Асаналі Ашимов — Бекежан (дублював Юрій Боголюбов)
- Ануарбек Молдабеков — Шеге, акин (дублював В'ячеслав Тихонов)
- Кененбай Кожабеков — хан Сирлибай (дублював Олексій Алексєєв)
- Гульфайрус Ісмаїлова — Айгоз, мати Жибек (дублювала Валентина Бєляєва)
- Фаріда Шаріпова — Кербез (дублювала Данута Столярська)
- Ідріс Ногайбаєв — Каршига (дублював Степан Бубнов)
- Каукен Кенжетаєв — Базарбай (дублював Яків Бєлєнький)
- Сабіра Майканова — Камка (дублювала Марина Гаврилко)
- Мухтар Бахтигерєєв — епізод
- Нуржуман Іхтимбаєв — епізод
- Лідія Ашрапова — епізод
- Дімаш Ахімов — епізод
- Лейла Рахімжанова — епізод

## Знімальна група
- Режисер — Султан-Ахмет Ходжиков
- Сценарист — Габіт Мусрепов
- Оператор — Асхат Ашрапов
- Композитор — Нургіса Тлендієв
- Художник — Гульфайрус Ісмаїлова